# Gemer
Gemer (slowakisch Gemer, ungarisch Gömör) ist der Name einer Landschaft in der Slowakei.

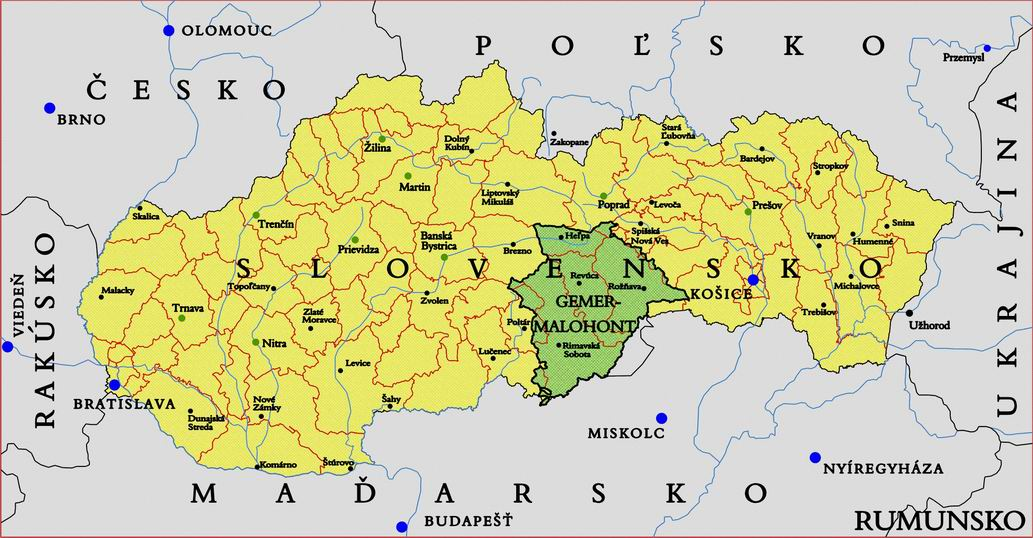
Lage von Gemer in der heutigen Slowakei

Das Gebiet liegt fast vollständig in der heutigen Südslowakei, ein kleiner Teil befindet sich im nördlichen Ungarn, der slowakische Name „Gemer“ wird jetzt als inoffizielle Bezeichnung für dieses Gebiet und als offizielle Bezeichnung einer Tourismusregion verwendet.
Die Tourismusregion Gemer (slowakisch Gemerský región cestovného ruchu) erstreckt sich über die heutigen Landkreise:
- Rimavská Sobota
- Revúca
- Rožňava (außer den 2 Gemeinden Dedinky und Stratená)

und ist somit aufgeteilt zwischen den Bezirken Banská Bystrica und Košice.
Bis 1802 war Gemer auch der Name eines Komitates, dieses wurde dann mit dem Komitat Kleinhont zum Komitat Gemer und Kleinhont vereinigt.